# نادي الجيل موسم 2017–18
موسم نادي الجيل 2017–18 لم يشارك نادي الجيل في دوري الدرجة الأولى، شارك للمرة التاسعة في دوري الدرجة الثانية. شارك النادي خلال هذا الموسم في كأس خادم الحرمين الشريفين.

## نظرة عامّة
| منافسة                              | بداية الجولة     | نهائي المركز / الجولة | المباراة الأولى | المبارة الاخيرة |
| ----------------------------------- | ---------------- | --------------------- | --------------- | --------------- |
| دوري الدرجة الثانية السعودي 2017–18 | —                | المركز الثاني         | 19 أكتوبر 2017  | 6 أبريل 2018    |
| كأس خادم الحرمين الشريفين           | تصفيات تأهيلية 1 | دور ال32              | 14 نوفمبر 2017  | 12 مايو 2018    |

### حصيلة النتائج
| الفريق ╲ الجولة | 1 | 2 | 3 | 4 | 5 | 6 | 7 | 8 | 9 | 10 | 11 | 12 | 13 | 14 | 15 | 16 | 17 | 18 |
| --------------- | - | - | - | - | - | - | - | - | - | -- | -- | -- | -- | -- | -- | -- | -- | -- |
| الجيل           | D | W | W | D | W | L | W | D | L | W  | L  | L  | D  | W  | W  | W  | W  | L  |

### ملخص النتائج
| شامل | شامل | شامل | شامل | شامل | شامل | شامل | شامل | على أرضه | على أرضه | على أرضه | على أرضه | على أرضه | على أرضه | خارج أرضه | خارج أرضه | خارج أرضه | خارج أرضه | خارج أرضه | خارج أرضه |
| لعب  | ف    | ت    | خ    | أ.ل  | أ.ع  | ف.أ  | ن    | ف        | ت        | خ        | أ.ل      | أ.ع      | ف.أ      | ف         | ت         | خ         | أ.ل       | أ.ع       | ف.أ       |
| ---- | ---- | ---- | ---- | ---- | ---- | ---- | ---- | -------- | -------- | -------- | -------- | -------- | -------- | --------- | --------- | --------- | --------- | --------- | --------- |
| 18   | 9    | 4    | 5    | 25   | 17   | +8   | 31   | 7        | 1        | 1        | 14       | 7        | +7       | 2         | 3         | 4         | 11        | 10        | +1        |

## الدوري

### معلومات عامّة
النصف الأول
بدأ نادي الجيل مشواره في دوري الدرجة الأولى بقوّة حيثُ نجحَ في العودة بنقطةٍ ثمينةٍ الجولة الافتتاحيّة حينما فرض تعادلًا إيجابيًا (1 – 1) على نادي الوشم في معقل هذا الأخير بمحافظة شقراء في العشرين من تشرين الأول/أكتوبر 2017، ثمّ حقَّق في الجولة المواليّة انتصارًا صعبًا على نادي الثقبة في الأحساء بهدفٍ نظيفٍ، قبل أن يُؤكّد على انطلاقتهِ القويّة حينما اكتسحَ في الجولة الثالثة نادي الحجاز بثلاثيّة نظيفة في المباراة التي استضافها ملعب الأمير عبد الله بن جلوي في الرابع من تشرين الثاني/نوفمبر.
أكمل الجيل بدايتهُ الممتازة فنجحَ في الجولة الرابعة في اقتناصِ تعادلٍ مثيرٍ من ميدان العين بهدفٍ في كلّ شبكة، ثمّ تغلب بسهولة في الجولة المواليّة على حسابِ نادي الصقور، لكنه سقط في فخّ الخسارة لأول مرةٍ بعد خمس جولات من انطلاق الدوري وجاءت الهزيمة في الجولة السادسة أمام نادي المزاحمية بهدفٍ نظيفٍ في مدينة المزاحمية في آخر أسبوع من شهر تشرين الثاني/نوفمبر 2017.
استفاق الجيل بسرعةٍ من خسارة الجولة الماضيّة فدوَّن انتصارًا صعبًا ومهمًا على نادي الشرق في الجولة السابعة في المباراة التي جرت على أرضيّة ملعب الأمير عبد الله بن جلوي بالأحساء، ثمّ أعقبها بتعادلٍ أمام نادي وج في ملعب الملك فهد بمدينة الطائف في الثامن من كانون الأول/ديسمبر، لكنّه تعرض لخسارة مفاجئة ومدويّة نوعًا ما حينما تغلّب عليه نادي التقدم بهدف نظيف في عُقر الدار في الجولة التاسعة مُكبّدًا الفريق الأحسائي أول خسارةٍ له على أرضيّة ملعبه وثاني خسارة في الدوري.
خلال تسعِ جولات خاضها، تمكّن الجيل من الفوزِ في أربع مباريات وتعادل في ثلاثٍ أخرى بينما سقط في مبارتينِ فقط جامعًا بذلك 15 نقطة مزاحمًا باقي الفرق على صدارة جدول الترتيب ولو بشكل مؤقّت.
النصف الثاني
لم تكن بداية النصف الثاني من الدوري كبداية النصف الأول لنادي الجيل، فمع أنه حقَّق انتصارًا في الجولة الافتتاحيّة لهذا النصف داخل الديار على حساب نادي الوشم الذي كان قد تعادل مع ذهابًا، إلّا أنه دخل في دوامةٍ من النتائج السلبيّة: البداية كانت من الجولة الحادية عشر حينما فشل في العودة بأيّ نقطةٍ من الخبر ذلك بعدما تعرض لهزيمةٍ هناك أمام نادي الثقبة بهدفينِ مقابل واحد، ثمّ سافر في الجولة المواليّة نحو محافظة بلجرشي وعينه على النقاط الثلاث للبقاء في صدارة الترتيب لكنّه اصطدم هناك بخصمٍ عنيدٍ هو نادي الحجاز الذي تمكّن في آخر دقائق المباراة في تحقيقِ فوز مهمٍ ومثير بثلاثة أهداف مقابل اثنين على حسابِ النادي الأحسائي الذي واصل مسلسل تضييع النقاط.
استضافَ الجيل في السادس والعشرين من كانون الثاني/يناير 2010 نادي العين في مباراة كانت سهلة على الورق لكنّ لاعبي الفريق الأحسائي أضاعوا نقاط المباراة برعونة بعدما اقتنص العين الرياضي هدفًا في الدقائق القاتلة مُنهيًا المباراة بالتعادل الإيجابي هدفٌ في كلّ شبكة وحارمًا نادي الجيل من الفوز للمباراة الثالثة تواليًا. بعد سلسلة الخسارات والنتائج السلبيّة تلك، انتفض النادي السماوي فنجحَ في الجولة الرابعة عشر في خطفِ نقاط المباراة من يدِ نادي الصقور حينما تغلّب عليه بهدفين مقابل واحد في المباراة التي جمعت الفريقينِ على أرضيّة ملعب مدينة الملك خالد الرياضيّة بتبوك في الثاني من شباط/فبراير 2018، ثمّ تفوق على نادي المزاحمية في الأحساء بثلاثة أهداف مقابل اثنين مواصلًا بذلك جمع النقاط وتعويض ما فاته في الجولات القليلة الماضيّة.
حلَّ الجيل ضيفًا ثقيلًا في الجولة السادسة عشر على نادي الشرق ونجح بصعوبة بالغة في تخطّي فخيّ الهزيمة والتعادل حيثُ تفوق وسط الدلم بهدفٍ نظيفٍ عائدًا للأحساء بالعلامة الكاملة، وهي ذات العلامةُ التي حصَّلها في الجولة المواليّة سحقَ نادي وج بثلاثة أهداف مقابل واحد ضامنًا بذلك المركز الثاني وباحثًا عن أيّ هفوةٍ للمتصدر من أجل اقتناص اللقب، الذي فقدهُ رسميًا في الجولة الختاميّة حينما سقط سقوطًا مدويًا في المذنب أمام نادي التقدم الذي شكّل له عقدة كبيرة هذا الموسم بعدما خسر أمامه مباراة الذهاب والإياب معًا.
نجح الجيلُ إذن في تسع جولاتٍ لعبها في إطار النصف الثاني من الدوري في تحقيقِ الانتصار خمس مرات وتعادل مرة وحيدة بينما خسر ثلاث مواجهات جامعًا بذلك 16 نقطة، بنقطة إضافيّة واحدة زائدة عمَّا حَصَّلهُ في النصف الأول من الدوري وواصلًا للنقطة الحادية والثلاثين في الجموع الكّلي ضامنًا بذلك المركز الثاني المؤهل مباشرة لدوري الدرجة الأولى.

### قائمة المباريات
جدول الترتيب
تمكّن نادي الجيل في 18 جولة خاضها من حصدِ 31 نقطة وذلك بعد تسع انتصارات وأربع تعادلات مقابل خمس خسائر. نجح الجيل بهذا الرصيدِ من النقاط في احتلال المركز الثاني وهو مركزٌ مؤهِّلٌ لدوري الدرجة الأولى الموسم المُقبِل. سجَّل الجيل خلال الجولات الثمانيّة عشر ما مجموعه 25 هدفًا (بمعدل 1.38 في كلّ مباراة) كثالث أقوى خطّ هجوم بينما تلقّت شباكهُ 17 هدفًا فقط (بمعدل 0.94 في كلّ مباراة) كثاني أقوى خطّ دفاعٍ في الدوري.
حلَّ الجيل خلف نادي الوشم الذي جاء في المركز الأول متوَّجًا باللقب وذلك بعدما جمع 35 نقطة – بفارقِ أربع نقاطٍ فقط عن الوصيف – من خلال فوزه في عشر مباريات وتعادله في خمسة مقابل خسارة ثلاثة مباريات فقط. في المقابل، جاء خلف نادي الجيل نادٍ آخر هو العين الذي جمعَ 31 نقطة هو الآخر مناصفة مع الجيل لكنّ الأخير تفوّق عليهِ في فرق الأهداف (+8 مقابل +6)، ومع ذلك فقد تأهل العين للعبِ الملحق مع صاحب المركز الثالث من المجموعة أ لمعرفة هويّة المتأهل الرابع لدوري الدرجة الأولى.
| م  | الفريق            | لعب | ف  | ت | خ  | أ.له | أ.ع | أ.ف | نقاط | الصعود، التأهل أو الهبوط                                      |
| -- | ----------------- | --- | -- | - | -- | ---- | --- | --- | ---- | ------------------------------------------------------------- |
| 1  | نادي الوشم (C, P) | 18  | 10 | 5 | 3  | 29   | 19  | +10 | 35   | ترقى إلى دوري الأمير محمد بن سلمان 2017–18 و تأهل إلى النهائي |
| 2  | نادي الجيل (P)    | 18  | 9  | 4 | 5  | 25   | 17  | +8  | 31   | ترقى إلى دوري الأمير محمد بن سلمان 2017–18                    |
| 3  | نادي العين (P)    | 18  | 8  | 7 | 3  | 28   | 22  | +6  | 31   | ترقى إلى دوري الأمير محمد بن سلمان 2017–18                    |
| 4  | نادي التقدم       | 18  | 7  | 7 | 4  | 23   | 16  | +7  | 28   | تأهل إلى دوري الأمير محمد بن سلمان 2017–18                    |
| 5  | نادي المزاحمية    | 18  | 7  | 6 | 5  | 23   | 16  | +7  | 27   | تأهل إلى دوري الأمير محمد بن سلمان 2017–18                    |
| 6  | نادي الحجاز       | 18  | 6  | 6 | 6  | 24   | 29  | −5  | 24   |                                                               |
| 7  | نادي الصقور       | 18  | 5  | 5 | 8  | 21   | 26  | −5  | 20   |                                                               |
| 8  | نادي الشرق        | 18  | 3  | 7 | 8  | 20   | 27  | −7  | 16   |                                                               |
| 9  | نادي الثقبة (O)   | 18  | 3  | 7 | 8  | 22   | 30  | −8  | 16   | تأهل إلى مباريات الهبوط                                       |
| 10 | نادي وج (O)       | 18  | 3  | 4 | 11 | 20   | 33  | −13 | 13   | تأهل إلى مباريات الهبوط                                       |

قائمة المباريات
هذه قائمةٌ بمباريات نادي الجيل في دوري الدرجة الثانيّة (المجموعة ب) موسم 2017–18:
| 20 أكتوبر 2017 1 | الوشم | 1 – 1 | الجيل | شقراء                   |
| 17:00            |       |       |       | الملعب: ملعب نادي الوشم |

| 27 أكتوبر 2017 2 | الجيل | 1 – 0 | الثقبة | الأحساء                              |
| 15:00            |       |       |        | الملعب: ملعب الأمير عبد الله بن جلوي |

| 04 نوفمبر 2017 3 | الجيل | 3 – 0 | الحجاز | الأحساء                              |
| 16:00            |       |       |        | الملعب: ملعب الأمير عبد الله بن جلوي |

| 10 نوفمبر 2017 4 | العين | 1 – 1 | الجيل | الباحة                                |
| 15:40            |       |       |       | الملعب: ملعب الملك سعود بن عبد العزيز |

| 17 نوفمبر 2017 5 | الجيل | 2 – 0 | الصقور | الأحساء                              |
| 14:40            |       |       |        | الملعب: ملعب الأمير عبد الله بن جلوي |

| 24 نوفمبر 2017 6 | المزاحية | 1 – 0 | الجيل | المزاحمية                   |
| 16:25            |          |       |       | الملعب: ملعب نادي المزاحمية |

| 01 ديسمبر 2017 7 | الجيل | 1 – 0 | الشرق | الأحساء                              |
| 13:00            |       |       |       | الملعب: ملعب الأمير عبد الله بن جلوي |

| 08 ديسمبر 2017 8 | وج | 1 – 1 | الجيل | الطائف                 |
| 16:45            |    |       |       | الملعب: ملعب الملك فهد |

| 15 ديسمبر 2017 9 | الجيل | 0 – 1 | التقدم | الأحساء                              |
| 18:00            |       |       |        | الملعب: ملعب الأمير عبد الله بن جلوي |

| 22 ديسمبر 2017 10 | الجيل | 2 – 1 | الوشم | الأحساء                              |
| 17:00             |       |       |       | الملعب: ملعب الأمير عبد الله بن جلوي |

| 28 ديسمبر 2017 11 | الثقبة | 2 – 1 | الجيل | الخبر                                      |
| 16:00             |        |       |       | الملعب: مدينة الأمير سعود بن جلوي الرياضية |

| 27 أكتوبر 2017 12 | الحجاز | 3 – 2 | الجيل | بلجرشي                                          |
| 15:00             |        |       |       | الملعب: مدينة الملك سعود بن عبد العزيز الرياضية |

| 26 يناير 2010 13 | الجيل | 1 – 1 | العين | الأحساء                              |
| 19:00            |       |       |       | الملعب: ملعب الأمير عبد الله بن جلوي |

| 02 فبراير 2018 14 | الصقور | 1 – 2 | الجيل | تبوك                          |
| 15:00             |        |       |       | الملعب: ملعب مدينة الملك خالد |

| 09 فبراير 2018 15 | الجيل | 3 – 2 | المزاحمية | الأحساء                              |
| 16:25             |       |       |           | الملعب: ملعب الأمير عبد الله بن جلوي |

| 16 فبراير 2018 16 | الشرق | 0 – 1 | الجيل | الدلم                   |
| 16:25             |       |       |       | الملعب: ملعب نادي الشرق |

| 23 فبراير 2018 17 | الجيل | 3 – 1 | وج | الأحساء                              |
| 17:00             |       |       |    | الملعب: ملعب الأمير عبد الله بن جلوي |

| 02 مارس 2018 18 | التقدم | 1 – 0 | الجيل | المذنب                   |
| 16:00           |        |       |       | الملعب: ملعب نادي التقدم |

### إحصائيات
- سجّل الجيل 25 هدفًا (بمعدل 1.38 في كلّ مباراة) بينما تلقّت شباكه 17 هدفًا (بمعدل 0.94في كل مباراة).
  - سجّل الجيل 14 هدفًا في المباريات التي خاضها على أرضيّة ملعبه بينما تلقَّى 7 أهداف.
  - سجّل العدالة 11 هدفًا خارج دياره وتلقَّى في مقابل ذلك 10 أهداف.
- خسر الجيل مبارتين على التوالي كأطول سلسلة هزائم له في الدوري وذلك في الجولتين الحادية عشر والثانيّة عشر.
  - حقَّقَ الجيل أربع انتصاراتٍ على التوالي وذلك من الجولة الرابعة عشر حتى الجولة السابعة عشر.
- أكبر انتصارٍ حقّقه نادي الجيل في الموسم الكرويّ 2017–18 كان داخل ميدانهِ على حسابِ نادي الحجاز بثلاثّية نظيفة في الجولة الثالثة.
  - أكبر خسارةٍ تعرض لها النادي الأحسائي كانت في الجولة الثانية عشر حينما خسر في بلجرشي أمام نادي الحجاز بثلاثة أهداف مقابل هدفين.

## كأس الملك

### معلومات عامّة
بعد النتائج الطيّبة التي حققها نادي الجيل طوال جولات الدوري، بدأ الفريق الأحسائي مشواره في التصفيات المؤهّلة لكأس الملك التي تُعرف رسميًا باسمِ كأس خادم الحرمين الشريفين. أول مباراة لنادي الجيل في التصفيات كانت أمام النادي الأحسائي الآخر العدالة الطامحِ أيضًا لعبور التصفيات والوصول للمراحل الإقصائيّة. احتضنَ ملعب الأمير عبد الله بن جلوي – الذي هو ملعبُ الفريقينِ معًا – المباراة في الرابع عشر من تشرين الثاني/نوفمبر 2017 والتي انتهت للنادي السماوي بهدفٍ نظيفٍ ظلَّ صامدًا حتى نهاية المباراة لينجح الجيل في المرور للدور الثاني من التصفيات التي أوقعتهُ في مواجهة ناريّة مع نادي الزلفي. كانت حظوظُ الفريقينِ متقاربة جدًا مع أفضليّة طفيفة لنادي الجيل كونز المباراة ستُلعب على أرضيّة ملعبه، ومع ذلك فقد فشل الأخير في استغلال الأمور ليتعرض لهزيمة قاسيّة على يدِ منافسه الزلفي بثلاثة أهداف مقابل واحد مودّعًا التصفيات من دورها الثاني وفاشلًا في الوصول للمراحل الإقصائيّة من الكأس.

### قائمة المباريات
هذه قائمةُ المبارتين اللتين ظهرَ فيهما نادي الجيل في التصفيات التأهيليّة لكأس الملك:
| 14 نوفمبر 2017 الدور الأول | العدالة | 0 – 1 | الجيل | الأحساء                              |
|                            |         |       |       | الملعب: ملعب الأمير عبد الله بن جلوي |

| 28 نوفمبر 2017 الدور الثاني | الجيل | 1 – 3 | الزلفي | الأحساء                              |
|                             |       |       |        | الملعب: ملعب الأمير عبد الله بن جلوي |

### إحصائيات
- شارك نادي الجيل في مبارتين في إطار التصفيات المؤهّلة لكأس الملك، حيثُ نجحَ في الفوز بواحدة لكنّه خسر الثانيّة وفشل في التأهل للمنافسة على الكأس.
  - سجَّل نادي الجيل في المبارتين هدفينِ (بمعدل هدف في كلّ مباراة) بينما استقبلت شباكه ثلاثة أهداف كلها في المباراة الثانيّة.